# Keshet, Golan Heights
Keshet (tiếng Hebrew: קֶשֶׁת) là một khu định cư của Israel và moshav shitufi ở Cao nguyên Golan. Nó được thành lập vào năm 1974 sau Chiến tranh Yom Kippur bởi Hapoel HaMizrachi gần thành phố Quneitra của Syria, đã bị bỏ hoang và sau đó bị san bằng xuống đất trong Chiến tranh Sáu ngày. Tên của nó là bản dịch của tên Quneitra ("vòm"). Năm 2017 nó có dân số 819. [1]
Cộng đồng quốc tế coi các khu định cư của người Israel ở Cao nguyên Golan là bất hợp pháp theo luật pháp quốc tế, nhưng chính phủ Israel tranh chấp điều này.

## Lịch sử
Keshet được thành lập trong khoảng thời gian giữa thỏa thuận ngừng bắn và đình chiến sau Chiến tranh Yom Kippur bởi những người biểu tình tôn giáo quốc gia, những người phản đối việc Israel rút về đường trước chiến tranh. Ban đầu, họ định cư ở một boong-ke ở rìa Quneitra, nhưng bị buộc phải chuyển đến một trang trại Syria bị bỏ hoang khi Quneitra được đưa trở lại Syria như một phần của thỏa thuận đình chiến. Bốn tháng sau, chính phủ Israel đã đồng ý thiết lập khu định cư và những người định cư chuyển đến một địa điểm tạm thời khác trong một trại quân đội Syria bị bỏ hoang ở phía tây. Việc giải quyết tại vị trí hiện tại của nó được thành lập vào năm 1978.

## Địa lý
Keshet nằm gần ngọn núi lửa của Núi Peres ở 710 mét (2.330 ft) trên mực nước biển. Nó nằm ở phía nam Quốc lộ 87 giữa Giao lộ Keshet và Giao lộ Bashan.

## Nền kinh tế
Nền kinh tế của cộng đồng dựa vào nông nghiệp và du lịch, và nó có một trường lĩnh vực và một tôn giáo mechina (tổ chức chuẩn bị quân sự).